# Amalia de Sajonia
Amalia de Sajonia (Meissen, 4 de agosto de 1436-Rochlitz, 19 de noviembre de 1502) fue una princesa de Sajonia, y por matrimonio duquesa consorte de Baviera-Landshut.

## Biografía
Amalia nació en Meissen. Era la mayor de los hijos del elector Federico II de Sajonia (1412-1464) de su matrimonio con Margarita de Austria (1416-1486), hija del duque Ernesto I de Austria.
Amalia se casó el 21 de marzo de 1452 en Landshut con el duque Luis IX de Baviera-Landshut (1417-1479). Al igual que la boda de su hijo más tarde, este matrimonio se celebró con esplendor. Se invitó a 22.000 personas. En 1463, Amalia recibió el castillo de Burghausen de su esposo como residencia. También recibió una completa y rigurosa disciplina en la corte. Amalia fue una de los fundadores de la Iglesia del Espíritu Santo en Burghausen.
Después de la muerte de su marido, Amalia dejó Baviera. En compensación por su viudez, recibió 800 florines renanos al año de su hijo. Amalia adquirió a sus hermanos el castillo y distrito de Rochlitz, donde vivía con un gran séquito. Aquí, se reconstruyó la capilla en el castillo y construyó la Iglesia de San Pedro en la ciudad de Rochlitz. Su más preciada colección de reliquias se mantuvo en la capilla. Amalia básicamente reconstruyó el castillo como un palacio. La ciudad experimentó un auge durante su tiempo en el cargo.
La duquesa murió en Rochlitz en 1501 y fue enterrada en la catedral de Meissen.

## Hijos
De su matrimonio con Luis, Amalia tuvo los siguientes hijos:
- Isabel (1452-1457).
- Jorge el Rico (15 de agosto de 1455-1 de diciembre de 1503), duque de Baviera-Landshut. Se casó con la princesa Eduviges Jagellón.
- Margarita (7 de noviembre de 1456-25 de febrero de 1501), se casó el 21 de febrero de 1474 con el elector palatino Felipe el Sincero.
- Ana (1462-1462).